# ماوگوو (شهرستان گوستنگ)
ماوگوو (به لاتین: Małgów) یک روستا در لهستان است که در گمینا پوگوژلا واقع شده‌است.
 ماوگوو  ۳۳۰ نفر جمعیت دارد.